# Poa poppelwellii
Poa poppelwellii är en gräsart som beskrevs av Donald Petrie. Poa poppelwellii ingår i släktet gröen, och familjen gräs. Inga underarter finns listade i Catalogue of Life.